# Contea di Dutchess
La contea di Dutchess (in inglese Dutchess County) è una contea del sud-est dello Stato di New York negli Stati Uniti. Il capoluogo è Poughkeepsie.

## Geografia fisica
La contea si trova nel sud.est dello Stato, al confine con Massachusetts e Connecticut. A ovest il confine è segnato dal fiume Hudson. Il territorio è prevalentemente collinoso ricadendo nell'area delle Hudson Highlands a sud-ovest e dei monti Taconic a nord-est. Nei monti Taconic la contea raggiunge la massima elevazione con i 704 metri della Brace Mountain. Il territorio in prossimità del fiume Hudson è pianeggiante. Oltre all'Hudson i fiumi più importanti sono i suoi affluenti Wappinger e Fishkill.
La città principale è Poughkeepsie, posta sulla riva sinistra del fiume Hudson, anche la sede amministrativa della contea. Qui si trova il Vassar College. Altra cittadina di una certa importanza è Beacon, posta sulla riva sinistra dell'Hudson, nel sud-est della contea.
La contea è attraversata dal Sentiero degli Appalachi. Tra i siti storici protetti presenti nella contea, si trova anche la casa di Franklin D. Roosevelt a Hyde Park.

### Contee confinanti
- Contea di Columbia - nord
- Contea di Berkshire (Massachusetts) - nord-est
- Contea di Litchfield (Connecticut) - est
- Contea di Fairfield (Connecticut) - sud-est
- Contea di Putnam - sud
- Contea di Orange - sud-ovest
- Contea di Ulster - ovest

## Storia
L'area era abitata da nativi di lingua algonchina prima dell'arrivo dei coloni europei. La contea di Dutchess è una delle dodici contee originarie che componevano la Provincia di New York. Fu istituita nel 1683 e chiamata così in onore di Maria di Modena, la duchessa (Duchess) di York e seconda moglie di re Giacomo II: dutchess è una forma arcaica di duchess utilizzata nel XVII secolo.
Nel 1812 venne staccata la parte meridionale della contea per creare la nuova contea di Putnam.

## Comuni

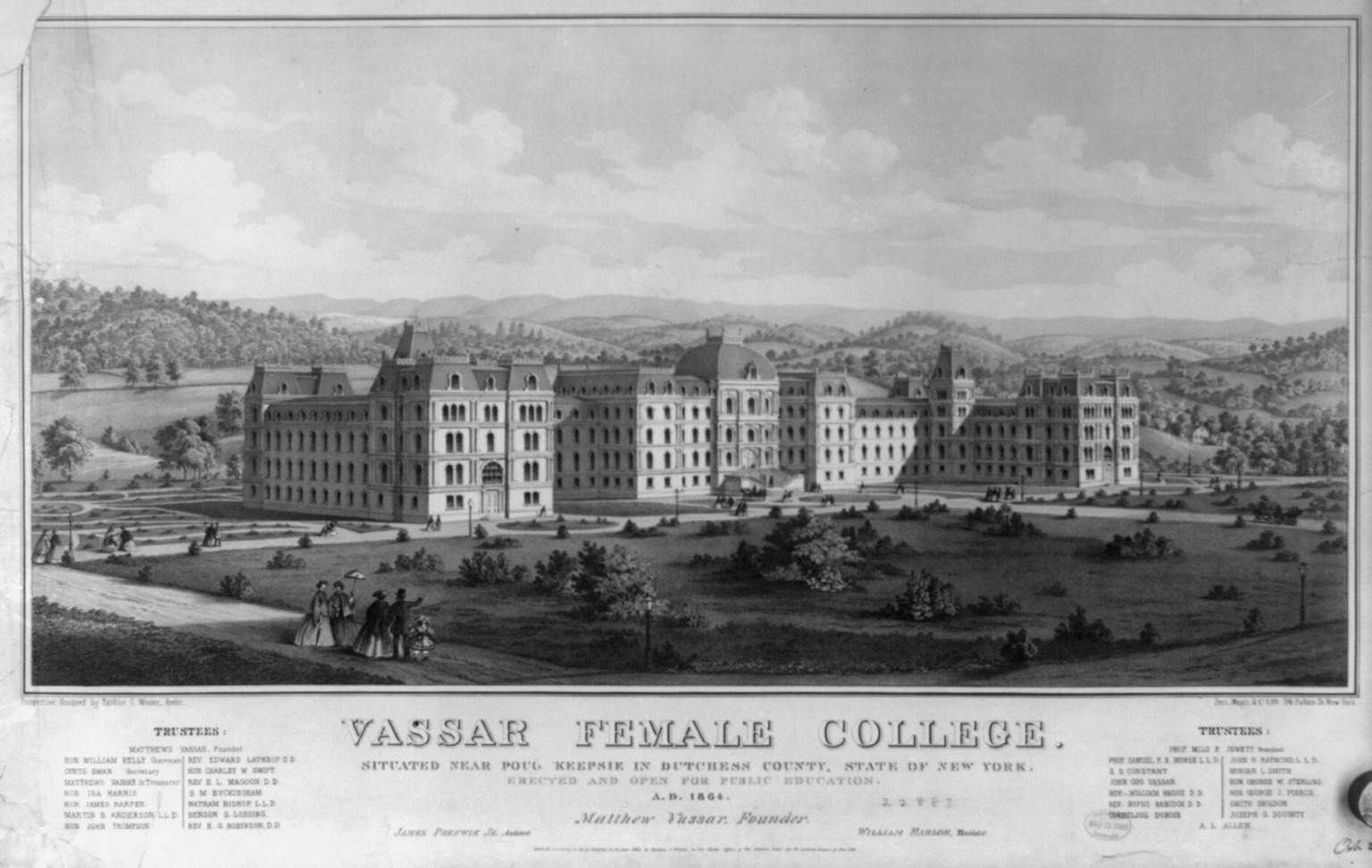
Il Vassar College di Poughkeepsie in una stampa del 1862

## Comuni[3]
- Amenia - town
- Beacon - city
- Beekman- town
- Brinckerhoff
- Clinton- town
- Dover- town
- East Fishkill- town
- Fishkill- town
- Hyde Park- town
- LaGrange- town
- Milan- town
- Millbrook- village
- Millerton- village
- North East- town
- Pawling- town
- Pine Plains- town
- Pleasant Valley- town
- Poughkeepsie (capoluogo) - city
- Red Hook- town
- Rhinebeck- town
- Stanford- town
- Tivoli - village
- Union Vale- town
- Wappinger- town
- Wappingers Falls - village
- Washington- town